# Nephodia minor
Nephodia minor är en fjärilsart som beskrevs av Thierry-mieg 1892. Nephodia minor ingår i släktet Nephodia och familjen mätare. Inga underarter finns listade i Catalogue of Life.